# 奥哈根
奥哈根是德国下萨克森州的一个市镇。总面积12.35平方公里，总人口1290人，其中男性652人，女性638人（2011年12月31日），人口密度104人/平方公里。